# Приазовка
Приазо́вка — хутір в Єйському районі Краснодарського краю. В складі Кухарівського сільського поселення.
Розташований за 9 км на захід від міста Єйськ, за 2 км від села Кухарівка.
Хутір перебуває в роздоріжжі автомобільної дороги, яка йде від Єйська до станиць Должанська і Камишуватська.
| Земля | Це незавершена стаття з географії. Ви можете допомогти проєкту, виправивши або дописавши її. |